# 拱辰門 (臺南市)
23°00′06″N 120°12′47″E / 23.0016662°N 120.2129911°E

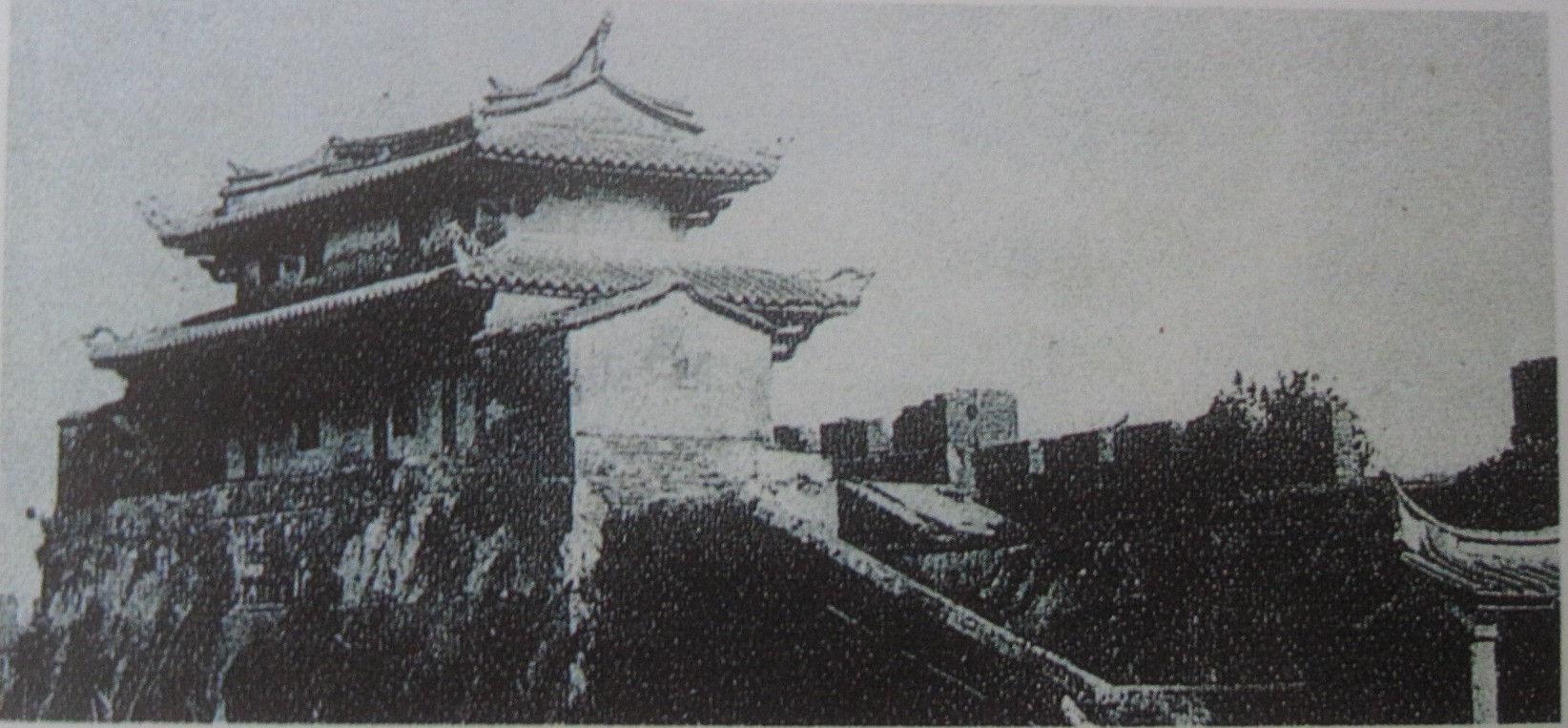
另一角度的拱辰門

拱辰門，即臺灣府城大北門，是清朝臺灣府城的14座城門之一，乾隆元年（1736年）建於燕潭東南側，其址位於今臺灣臺南市北區北門路與小東路口。拱辰門在1736年新建城門，為重檐歇山式雙層建築，題為「鎮北門」。1776年改題為「大北門」，拱辰門在1915年臺灣日治時期遭到拆除。拱辰門作為府城的大北門，設有瓮城，門外曾有燕潭與文元溪作為護城河，文元溪可行船至禾寮港。拱辰門外是清代刑場，日治時期也為軍事用途居多。范勝雄〈台南公園古石屋探源〉一文認為「原臺南公園管理所」的硓𥑮石建材即是來自大北門的瓮城。

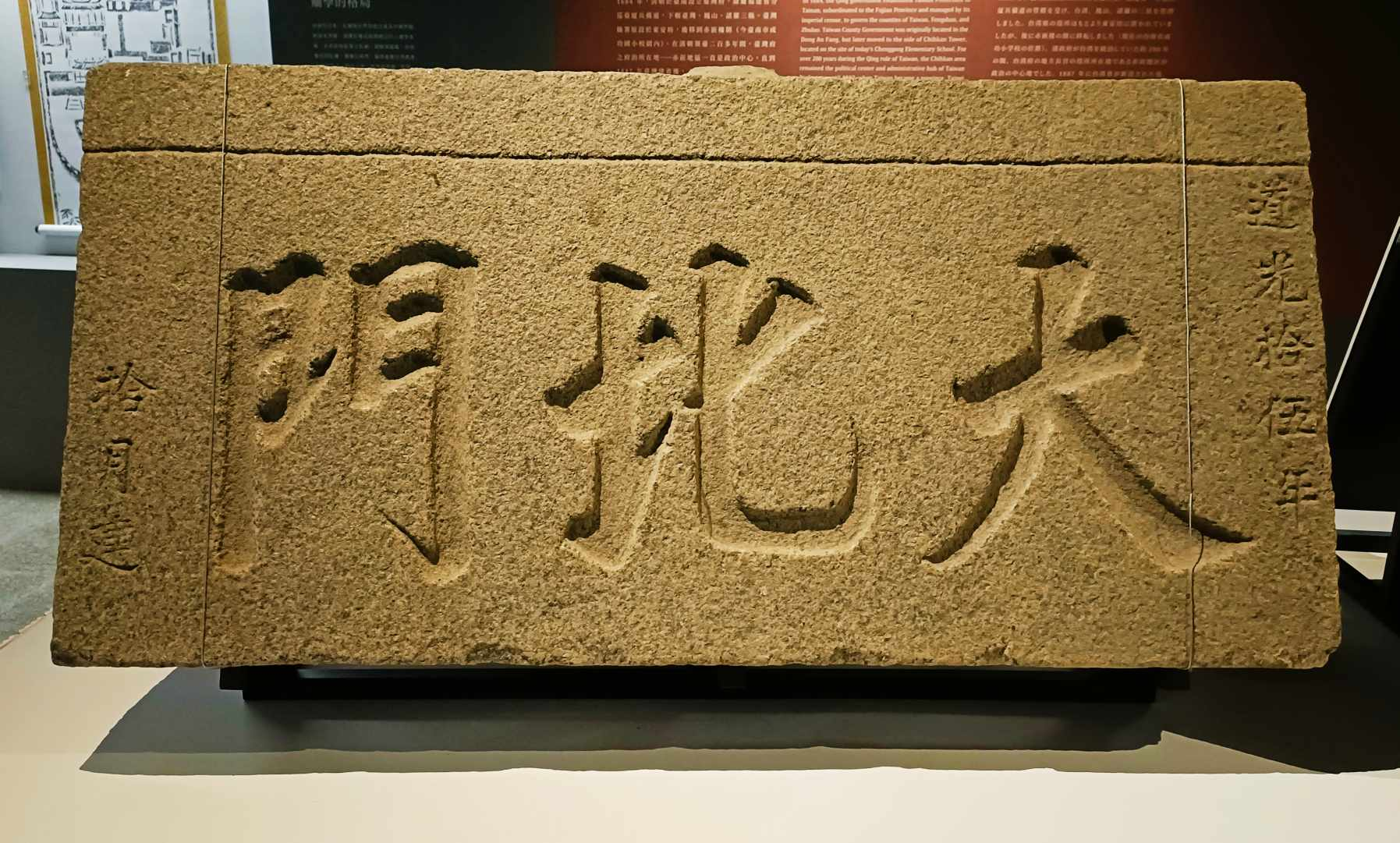
現存於臺南市立博物館，道光15年（1835年）所立大北門門額

## 外部連結
- 清末臺灣府城四坊示意圖 （页面存档备份，存于）